# Susie Boyt
Susie Boyt (geboren Januar 1969 in London) ist eine britische Schriftstellerin.

## Leben
Susie Boyt ist das jüngste von fünf Kindern der Künstlerin Suzy Boyt und von vier, die diese gemeinsam mit dem Künstler Lucian Freud hatte, einem Enkel von Sigmund Freud. Lucian Freud und Boyts Mutter lebten nicht zusammen. Von Lucian Freud sind vierzehn Kinder bekannt, Susie Boyt hat mithin zehn Halbgeschwister aus dieser Familie. Nicht alle Kinder standen bei ihm Modell, aber alle, die er mit Suzy Boyt hatte, so auch Susie Boyt.
Nach dem Besuch der  Channing School for Girls und der Camden School for Girls studierte sie in Oxford Englisch am St Catherine’s College (B.A. 1992). Nach einer Unterbrechung schrieb sie am University College London eine Magisterarbeit über die Anglo-Amerikanischen Literaturbeziehungen und befasste sich mit Henry James und John Berryman.
1995 veröffentlichte sie ihren ersten Roman The Normal Man. 2004 erklärte sie Anne Tyler zu einem ihrer Vorbilder, 2012 schrieb sie unter dem Einfluss der Romane von Elizabeth Taylor.
Boyt hat eine Kolumne im Feuilleton der Financial Times.
Boyt ist mit dem Filmproduzenten Tom Astor verheiratet. Sie haben zwei Kinder.

## Werke
- The Normal Man.  London : Weidenfeld & Nicolson, 1995
  - Zuckerguss und falsche Liebe. Übersetzung Beate Beheim-Schwarzbach. München : Droemer Knaur, 1996
- The Characters of Love. London : Phoenix, 1996
  - Lektionen der Sehnsucht. Übersetzung Beate Beheim-Schwarzbach. München : Droemer Knaur, 1998
- The Last Hope of Girls. London : Review, 2001
- Only Human. London : Review, 2004
- My Judy Garland Life. London : Virago, 2008
- The Small Hours. Bath : Windsor, 2012
- Love & fame. London : Virago, 2017